# Володимир Бабула
Володи́мир Бабу́ла (чеськ. Vladimír Babula; *24 липня 1919, Угерський Брод — †11 листопада 1966, Прага) — чеський журналіст, письменник-фантаст.

## Біографія
Володимир Бабула народився 24 липня 1919 року в Моравії.
Закінчив Художню академію в Празі як художник-скульптор. Коли німці окупували Чехословаччину, Володимира Бабулу як активного комуніста кинули в концтабір.
Після війни Володимир Бабула довгий час працював головним редактором чехословацького журналу «Наука і техніка молоді», а пізніше — головним редактором журналу наукової і технічної інформації. Писав повісті і оповідання, а іноді виступав і як художник-ілюстратор. Спробувати свої сили Володимира Бабулу як письменника-фантаста переконав відомий чеський письменник-фантаст Рудольф Фаукнер. Бабула щедро віддавав свої сили і здібності і досить мало піклувався про своє здоров'я. Після тривалої важкої хвороби Володимир Бабула помер у Празі 11 листопада 1966 р., на сорок сьомому році життя.

## Творчість
Найвідоміші його роман «Сигнали з Всесвіту» і повість «Пульс Всесвіту» перекладені українською мовою Миколою Дашкієвим і надруковані 1968 року видавництвом «Дніпро» у Києві.

## Українські переклади
- Володимир Бабула. Сигнали з Всесвіту: Науково-фантастичний роман / Пер. с чеської Миколи Дашкієва та Музи Соучек; Обкладинка та ілюстрації Франтішека Шкоди. – Одеса: «Інфа-Принт», 2019. – 248 с. [+21 вкл.] – (Аргонавти Всесвіту). Print-on-demand. (п)
- Володимир Бабула. Планета трьох сонць: Науково-фантастичний роман / Пер. с чеської Миколи Дашкієва та Музи Соучек; Обкладинка та ілюстрації Франтішека Шкоди. – Одеса: «Інфа-Принт», 2019. – 238 с. [+19 вкл.] – (Аргонавти Всесвіту). Print-on-demand. (п)
- Володимир Бабула. Друзі зі Змієносця: Науково-фантастичний роман, повісті та оповідання / Обкладинка Франтішека Шкоди. – Одеса: «Інфа-Принт», 2019. – 320 с. – (Аргонавти Всесвіту). Print-on-demand. (п)